# 假眼活

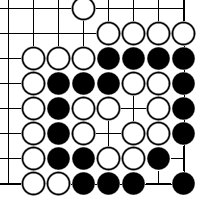
假眼活例1(黑棋部分)。白棋在黑棋內部做活，黑棋只剩兩個假眼，但白卻無法吃黑。

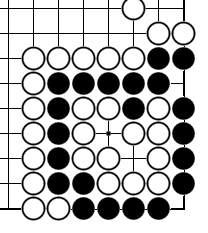
假眼活例2(黑棋部分)。

在圍棋中，通常要做兩真眼才可活棋；但在某些特殊情況下，兩個假眼也可活棋，這樣的活棋方式便稱為假眼活棋（又称两头蛇活棋、盤龍眼活棋）。假眼活棋形一般呈現出圈住對方已活棋子的形態，自身棋形只有幾個假眼，假眼則在圈上相互連通、沒有斷點；雖然自身棋形一個真眼也沒有，對方卻也無從吃棋。

## 概述
一般來說，下圖中的黑子是無庸置疑的死子。黑棋包圍的白棋已做出兩眼，吃不了白；黑棋外圍又被白棋重重包圍，也無法從中做出雙眼來活棋。
下圖中的黑子雖然沒能做出兩個真眼，但首尾相連的兩個假眼，卻意外的令白棋吃不了黑，而使黑子活了下來。
這種特殊的活棋方式，打破了一般認為只有做出兩個真眼才可活棋的思維。而且和雙活的雙方惟艱的關係有很大的不同，假眼活中的黑白雙方可互相緊氣，而無被吃之虞。

## 例題
下圖取自《發陽論》，黑棋可以假眼活，黑先。

### 提示
1. 設法安全連接右上黑棋
2. 利用左上角的二路白子
3. 安全連接邊上黑棋，並至少做出兩個假眼

### 解答
黑1阻斷白棋、連接自己，黑3防斷，白4擋、防止黑逃出。黑5後，白若不接，黑可做眼；白若接，則可為假眼活預作準備。最終黑巧妙地以兩個假眼活棋。白若在17位點，則黑16立，黑棋仍可假眼活。

### 變化
白6若不接，而是強行分斷黑棋，不但難以吃黑，自身死活也出現問題。

## 參閱
- 死活